# كريس هانسون
كريس هانسون (بالإنجليزية: Chris Hanson)‏ هو لاعب كرة قدم أمريكية أمريكي، ولد في 25 أكتوبر 1976 في ريفرديل في الولايات المتحدة.

## وصلات خارجية
- كريس هانسون على موقع مرجع كرة القدم المحترفة.كوم (الإنجليزية)